# ناچو گیل
ناچو گیل (انگلیسی: Nacho Gil؛ زادهٔ ۹ سپتامبر ۱۹۹۵) بازیکن فوتبال اهل اسپانیا است.
از باشگاه‌هایی که در آن بازی کرده‌است می‌توان به باشگاه فوتبال الچه، باشگاه فوتبال لاس پالماس، و باشگاه فوتبال والنسیا اشاره کرد.